# Agnières (Somme)
Pour les articles homonymes, voir Agnières (homonymie).
Agnières, commune associée d'Hescamps, est une ancienne commune française, située dans le département de la Somme en région Hauts-de-France.

## Géographie
Située dans le canton de Poix-de-Picardie, l'ancienne commune d'Agnières est à la limite Sud de la Somme, à courte distance de Sarcus, dans l'Oise.

## Toponymie
Le toponyme Agnières peut être relié au radical celte Ana- signifiant « marais » et suffixe romain masculin[Information douteuse] -arium, puis féminin pluriel[Information douteuse] -aria au sens collectif : « ensembles de marais ».

## Histoire
Agnières perd son autonomie administrative en 1972, elle est intégrée à Hescamps.

## Politique et administration
| Période                                  | Période  | Identité           | Étiquette | Qualité |
| ---------------------------------------- | -------- | ------------------ | --------- | ------- |
| Les données manquantes sont à compléter. |          |                    |           |         |
| 2014                                     | mai 2020 | David Padot        |           |         |
| mai 2020                                 | En cours | Christelle Boucher |           |         |

## Population et société

### Démographie
L'évolution du nombre d'habitants est connue à travers les recensements de la population effectués dans la commune entre 1793 et 1973, dans la commune associée de 1973 à 2016 et dans la commune déléguée depuis 2017. À partir du début des années 2000, les populations légales des communes sont publiées annuellement. Le recensement repose désormais sur une collecte d'information annuelle, concernant successivement tous les territoires communaux au cours d'une période de cinq ans. Pour les communes de moins de 10 000 habitants, une enquête de recensement portant sur toute la population est réalisée tous les cinq ans, les populations légales des années intermédiaires étant quant à elles estimées par interpolation ou extrapolation. Pour la commune déléguée, le premier recensement exhaustif, lié à celle de Colombey-les-Deux-Églises, entrant dans le cadre du nouveau dispositif a été réalisé en 2006,.
En 2014, la commune associée comptait 148 habitants, en diminution de −0,67 % par rapport à 2009 (Somme : 0,32 % , France hors Mayotte : 2,49 %).
| 1793 | 1800 | 1806 | 1821 | 1831 | 1836 | 1841 | 1846 | 1851 |
| ---- | ---- | ---- | ---- | ---- | ---- | ---- | ---- | ---- |
| 410  | 401  | 431  | 387  | 391  | 362  | 356  | 338  | 325  |

| 1856 | 1861 | 1866 | 1872 | 1876 | 1881 | 1886 | 1891 | 1896 |
| ---- | ---- | ---- | ---- | ---- | ---- | ---- | ---- | ---- |
| 326  | 302  | 306  | 279  | 278  | 276  | 274  | 261  | 221  |

| 1901 | 1906 | 1911 | 1921 | 1926 | 1931 | 1936 | 1946 | 1954 |
| ---- | ---- | ---- | ---- | ---- | ---- | ---- | ---- | ---- |
| 205  | 195  | 209  | 182  | 183  | 180  | 185  | 208  | 191  |

| 1962 | 1968 | 1975 | 1982 | 1990 | 1999 | 2009 | 2014 | - |
| ---- | ---- | ---- | ---- | ---- | ---- | ---- | ---- | - |
| 171  | 145  | -    | -    | -    | -    | 149  | 148  | - |

## Culture locale et patrimoine

### Lieux et monuments
L'église Saint-Vaast d'Agnières, édifiée dans la première moitié du XIIIe siècle, dont la nef et le clocher-porche ont été reconstruits aux XVIe et XVIIe siècles,

L'église Saint-Vaast
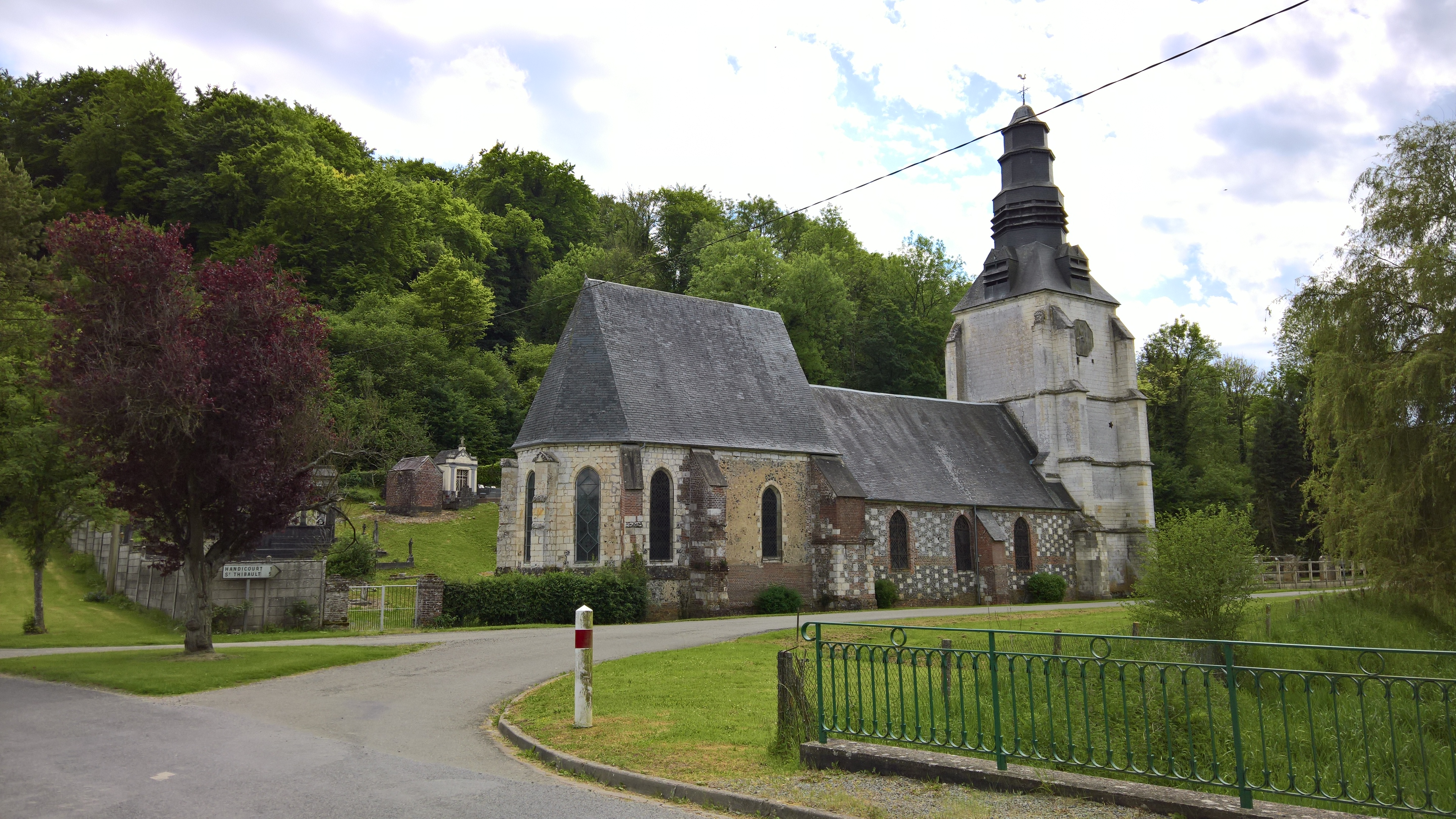
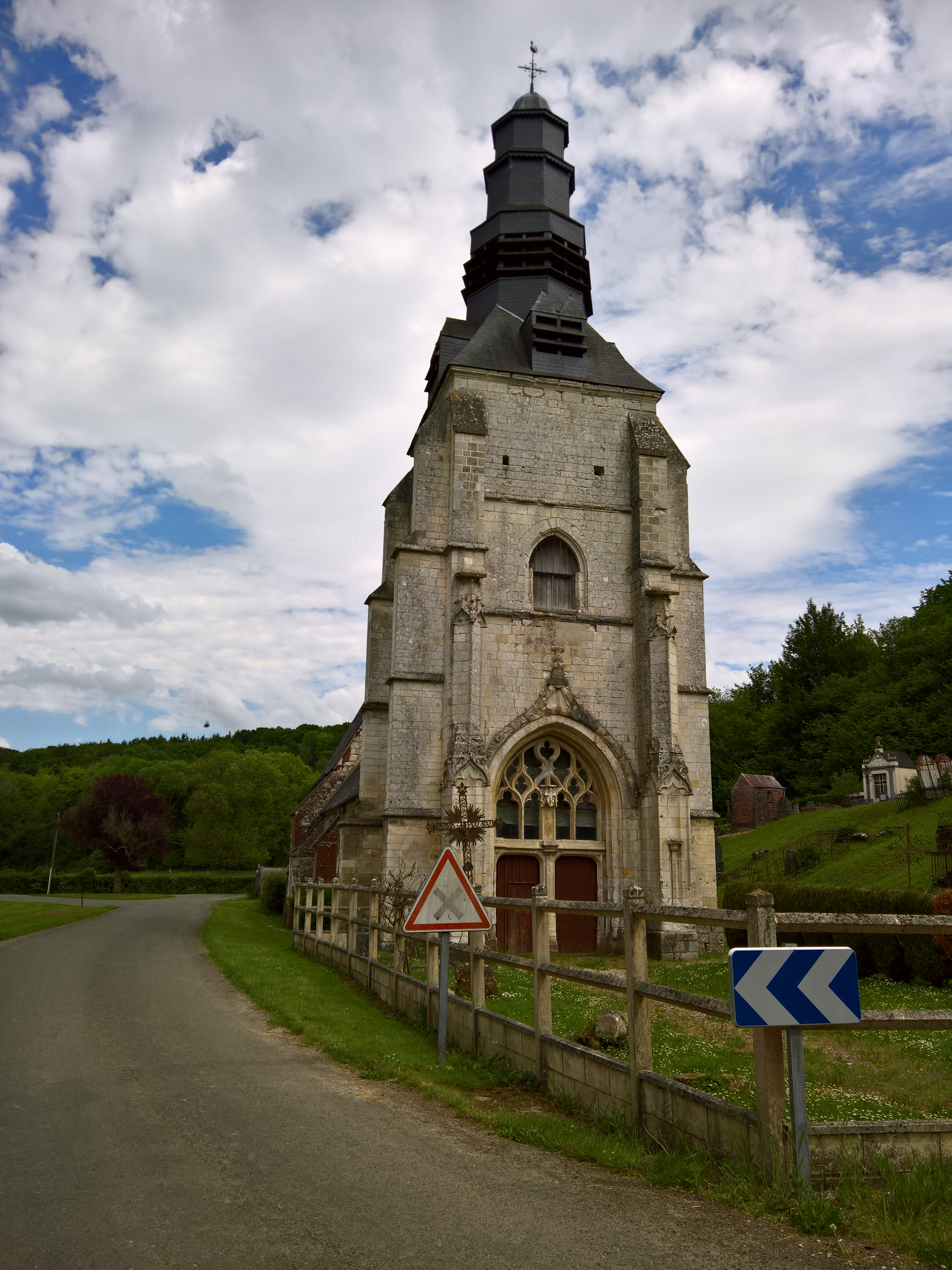
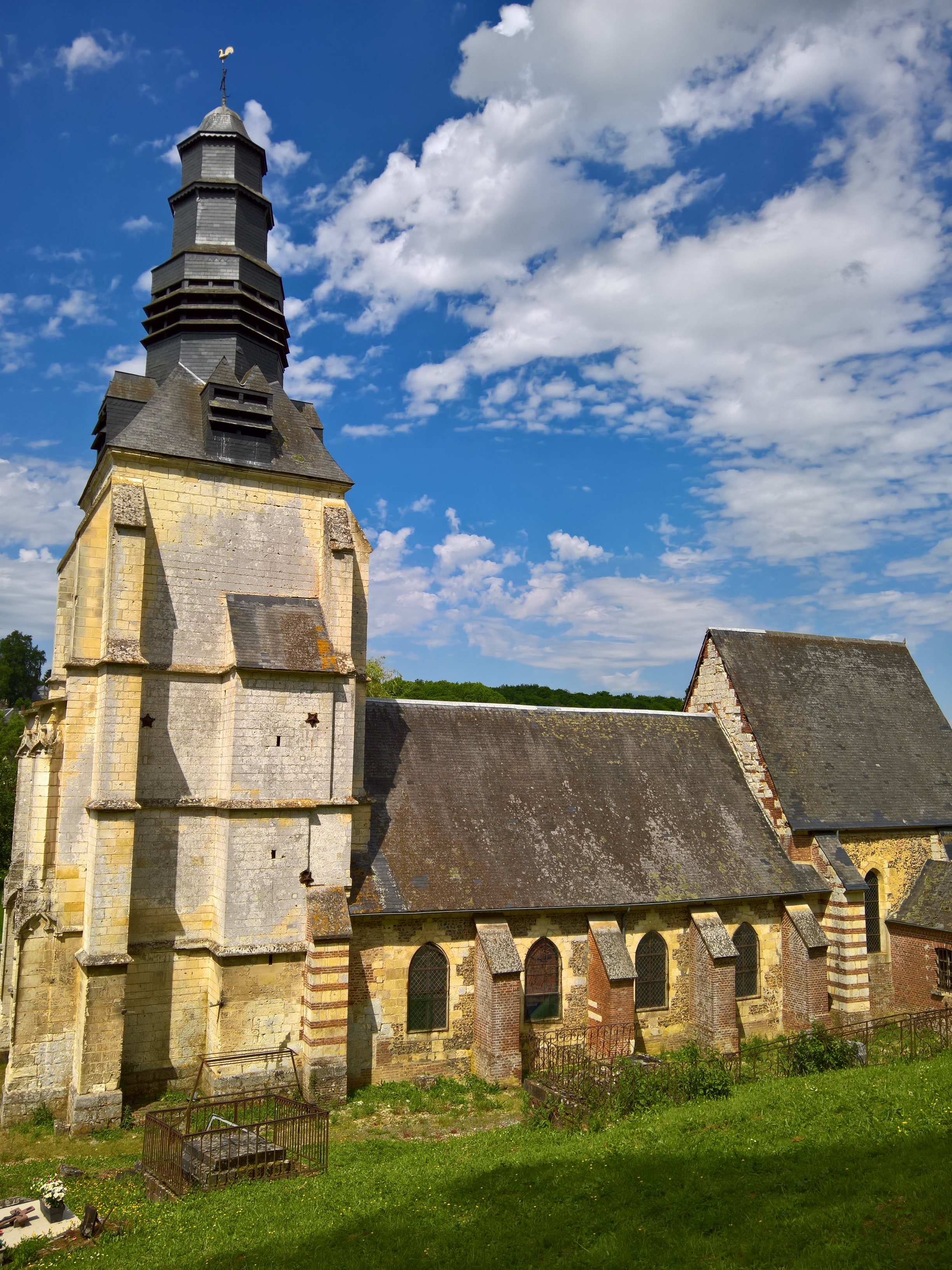
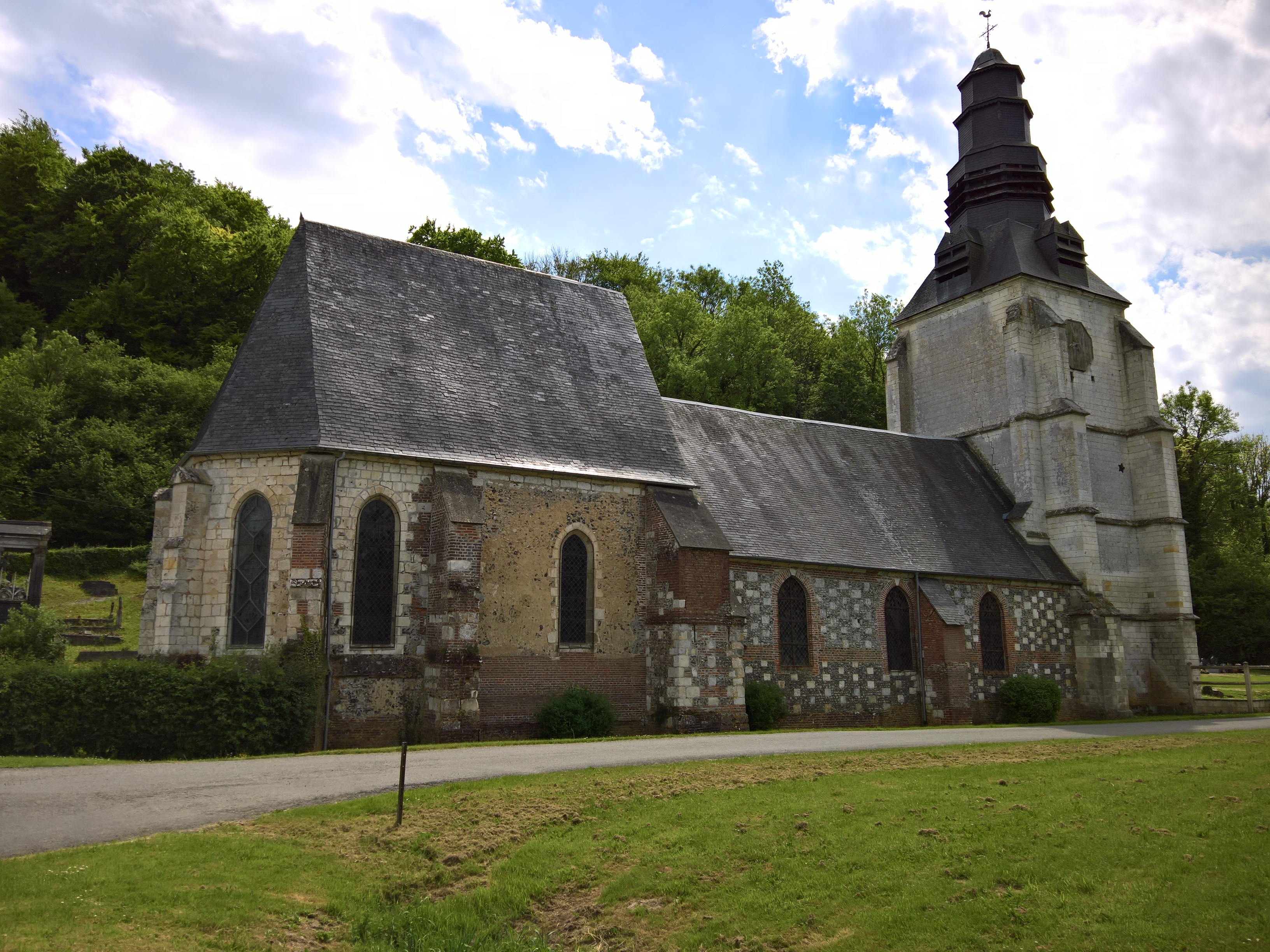

## Pour approfondir